# 昆山站
昆山站位于中华人民共和国江苏省昆山市玉山镇人民路，是一座同时办理客货运业务的鐵路車站。现为一等站，隶属中国铁路上海局集团苏州直属站管辖。昆山站在清光绪三十一年（1905年）建站，是沪宁铁路（今京沪铁路）沿线首批建立的车站之一。
截至2025年4月运行图，昆山站每天共办理20对图定旅客列车业务。

## 历史

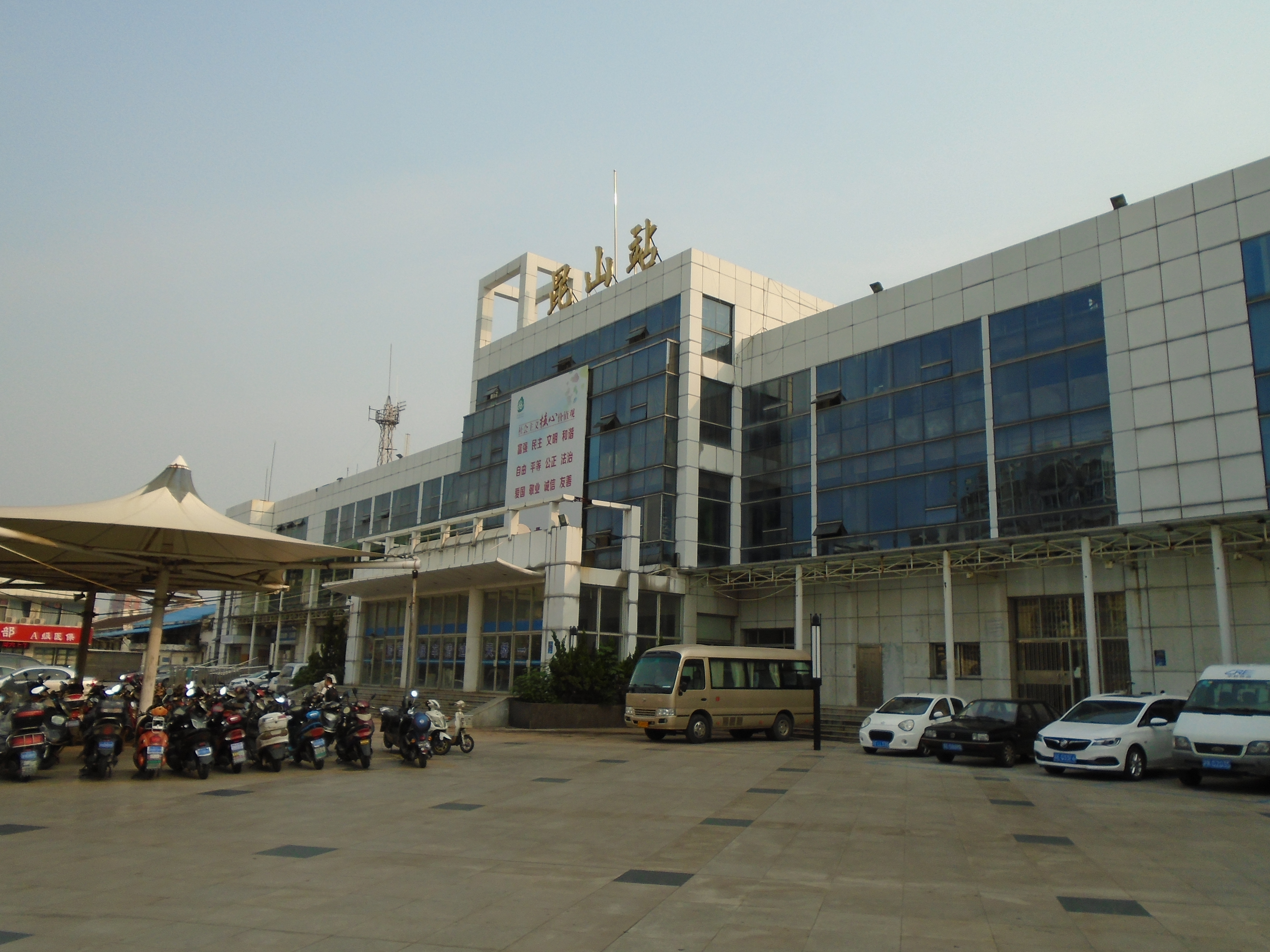
昆山站北广场

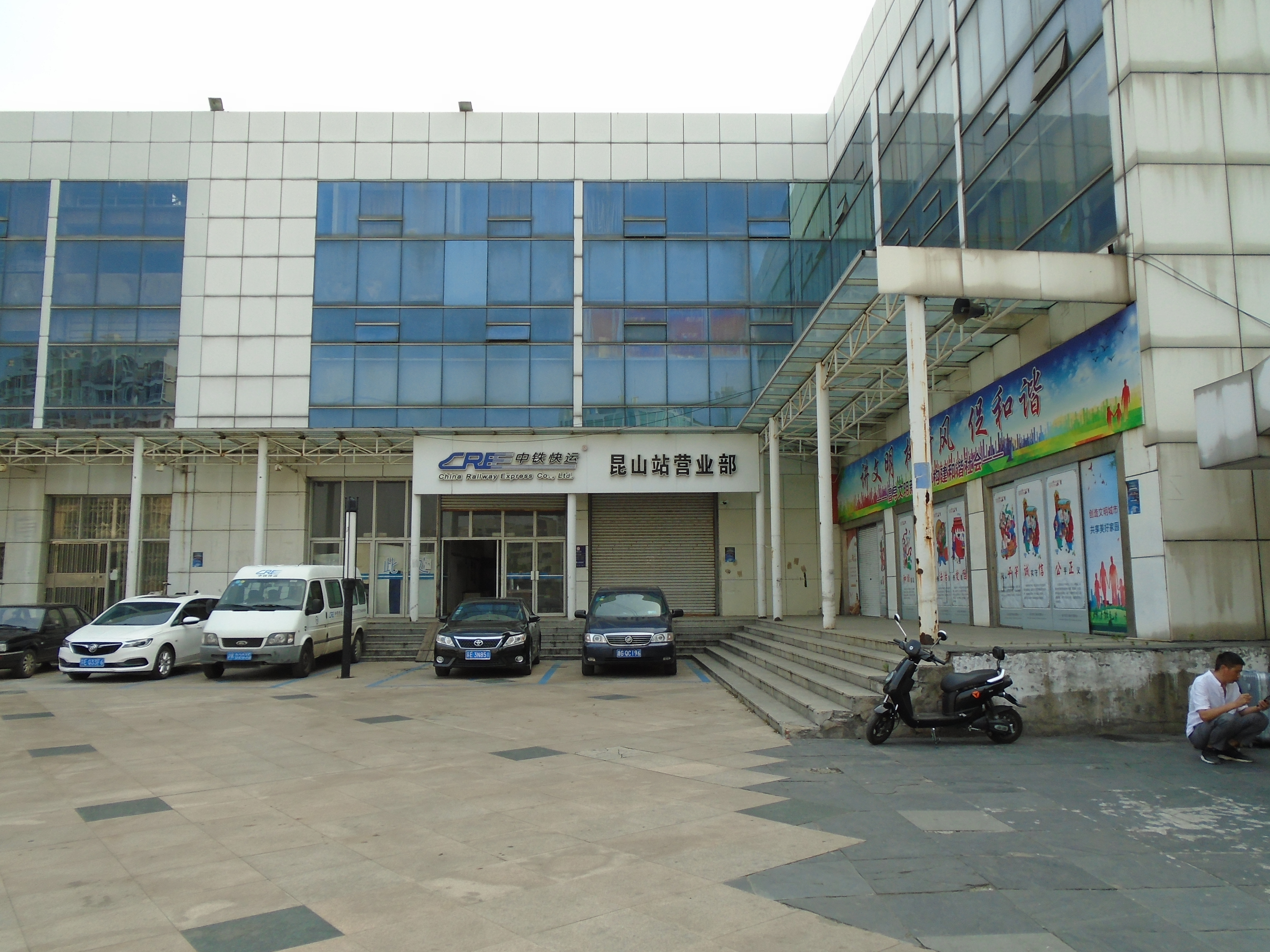
昆山站北广场的中铁快运

昆山站于1905年随沪宁铁路（今京沪铁路）沪苏段的开通而营运。站内设有木质站房、正线1股，到发线2股，货物装卸线1股，以及有客运站台、雨棚、水鹤和水亭各1座站。
1937年昆山站在抗日战争中被摧毁。1940年昆山站重建，增建站台和天桥各1座。1949年后车站经过初步扩建，达到了二台五线的规模，同时设有389平方米旅客候车大厅。
昆山站原为上海铁路局的直属站。2003年12月苏州车务段撤销后，沪宁铁路外跨塘至安亭区间车站划归昆山直属站管辖:418-419。2005年5月16日，昆山直属站整体建制并入苏州直属站。
2007年1月京沪铁路沪宁段开行动车组列车后，上海铁路局于2月7日开行昆山-上海T762/761、T764/763次2对早晚动车组列车，以方便在上海工作、昆山生活的上班族。第六次大提速后，开行D461/462次一对前往上海站的动车组列车。该车于2010年7月1日因沪宁城际铁路开通而停运。
2008年上半年，昆山站开始了站改工程，新建南站房、4号站台和西南北连接天桥。站改由昆山地方政府投资1.05亿元，铁路部门投资0.45亿元。南站房于2009年12月28日建成后，北站屋的客运功能随即废弃，但保留行包业务至今。
2019年7月10日起，昆山站新增两趟始发列车：原由苏州站始发终到的T236/237、T238/235次列车和K1149/1148、K1150/1147次列车延伸至本站。2021年1月20日起，原上海站始发终到K290/291、K292/289次列车、K782/783、K784/781次列车和K1331/1334、K1332/1333次列车缩短至本站。

## 车站结构

### 站房
昆山站站房朝向南面，总面积为10205平方米，为玻璃钢架结构。站房共有二层，可容纳3000名以上旅客，其中站房二层外侧有匝道与昆山城市道路相连；在站房西侧，有社会人行天桥与北广场相连，同时该天桥另一半侧为昆山站的进站天桥，社会区域和控制区域有设在天桥中央的栏杆相隔离。该人行天桥的社会区轨道上方部分的玻璃已被安装上铁丝网，而控制区域未被安装铁丝网。
昆山站售票处设有16个人工售票窗口，其中一个为残疾人售票窗口。候车方面，昆山站一层候车室，为发往南京方向的列车候车室，设有500个座位；二层候车室为发往上海方向的候车室，设有700个座位。
- 售票处
- 候车室
- 西进站天桥
- 出站口

### 站线配置
昆山站站场与南站屋间由娄江的一条支流隔开。站场设有6条路轨，其中两条为京沪铁路正线，列车由该线通过，另有4条侧线用以停靠旅客列车，另外还有6条货运线路。
| 侧式站台 |                                 |
| 1站台    | 京沪铁路 往上海方向（陆家浜站） |
| 正线     | 京沪铁路 下行列车通过线         |
| 正线     | 京沪铁路 上行列车通过线         |
| 2站台    | 京沪铁路 往北京方向（唯亭站）   |
| 岛式站台 |                                 |
| 3站台    | 京沪铁路 往北京方向（唯亭站）   |
| 4站台    | 京沪铁路 往北京方向（唯亭站）   |
| 侧式站台 |                                 |

### 货场
昆山站货场位于车站西北侧，庆丰路与跃进路交叉处。车站货场办理办理整车、集装箱业务，主要化肥、润滑油、木材、钢铁有色金属、农副产品、纸及文教物品等货品。车站货场设有一条通往昆山市物资集团公司的专用线。

## 接驳交通
| 火车站北广场 | 火车站北广场     | 火车站北广场 | 火车站北广场     | 火车站北广场 |
| 编号         | 路线             | 路线         | 路线             | 备注         |
| ------------ | ---------------- | ------------ | ---------------- | ------------ |
| 高峰1号昆山  | 火车站北广场     | ⇆            | 斜塘村           |              |
| 夜1昆山      | 火车站北广场     | ⇆            | 八字桥           |              |
| 1昆山        | 火车站北广场     | ⇆            | 新生首末站       |              |
| 1区间昆山    | 火车站北广场     | ⇆            | 新生公交首末站   |              |
| 10昆山       | 火车站北广场     | ⇆            | 红杨路东达路     |              |
| 12昆山       | 火车站北广场     | ⇆            | 黄浦江北路迎宾路 |              |
| 21昆山       | 火车站北广场     | ⇆            | 洪湖路瓦浦河路   |              |
| 53昆山       | 火车站北广场     | ⇆            | 汽车客运北站     |              |
| 105昆山      | 中医院南         | ⇆            | 石牌中学         |              |
| 106昆山      | 火车站北广场     | ⇆            | 蓬朗客运老站     |              |
| 109昆山      | 白马泾路首末站   | ⇆            | 南港望江路       |              |
| 118昆山      | 浦东软件园首末站 | ⇆            | 火车站北广场     |              |
| 210B昆山     | 火车站北广场     | ⇆            | 综保区首末站     |              |

| 火车站南广场 | 火车站南广场     | 火车站南广场 | 火车站南广场     | 火车站南广场 |
| 编号         | 路线             | 路线         | 路线             | 备注         |
| ------------ | ---------------- | ------------ | ---------------- | ------------ |
| 高峰7号昆山  | 火车站南广场     | ⇆            | 张浦良渚实验学校 |              |
| 27昆山       | 火车站北广场     | ⇆            | 陆家             |              |
| 88昆山       | 汽车客运南站     | ⇆            | 火车站南广场     |              |
| 103昆山      | 轨道交通兆丰路站 | ⇆            | 火车站南广场     | 大站快线     |
| 111昆山      | 火车站南广场     | ⇆            | 南港望江路       |              |
| 158昆山      | 火车站南广场     | ⇆            | 燕桥浜路长阳路   |              |
| 210A昆山     | 火车站南广场     | ⇆            | 综保区首末站     |              |